# Camptopoeum nasutum
Camptopoeum nasutum är en biart som först beskrevs av Maximilian Spinola 1838.  Camptopoeum nasutum ingår i släktet Camptopoeum och familjen grävbin. Inga underarter finns listade.